# ウェイン・E・マイヤー
ウェイン・E・マイヤー（英: Wayne E. Meyer, 1926年4月21日 - 2009年9月1日）は、アメリカ海軍の軍人。最終階級は少将。1970年から1983年の13年間にわたってイージスシステムのプログラム・マネージャーを務め、イージスシステムおよびイージス艦の建造・構築・運用のすべてを監督し、卓越したリーダーシップにより、プログラム全体を成功に導いた。その功績から、イージスの父として絶大な尊敬を受けており、アメリカ海軍の通算100隻目のイージス艦は、同提督の名を冠してウェイン・E・マイヤー (DDG-108)と命名された。

## 軍歴
マイヤーの海軍歴は、1943年5月12日に海軍予備役（USNR）として登録したことによってはじまった。同月23日、彼は首席で高校を卒業し、6月に2等海士（en:Seaman Apprentice）に任官されたのち、7月には、USNRに籍を置いたままで、カンザス大学に進学した。1946年、海軍からの応召を受けて、少尉に任官されると共に、カンザス大学から理学士（B.S.）の学位を授与された。マサチューセッツ工科大学に設置されていたレーダー / ソナーの訓練課程を修了したのち、レーダー・ピケット艦であるグッドリッチ (DDR-831)に配属され、ギリシャ内戦に介入する部隊に参加した。その後、極東海域の軽巡洋艦スプリングフィールド (CL-66)に移ったのち、1951年から1955年にかけて、統合ミサイル学校に入校した。その後、一時的にストリックランド (DE-333)の副長として艦隊勤務に復帰したが、今度はマサチューセッツ工科大学に戻り、航空宇宙工学の学位を取得した。その後、ガルベストン (CLG-3)砲雷長として、アメリカ海軍でもっとも多くのタロス・ミサイル発射を監督した。

## イージス計画において
マイヤーは、米海軍が生んだ最高の戦闘システムエンジニアと称されている。それは、システム工学における深い知識だけでなく、海戦史や自身の実務経験に裏打ちされた深い洞察によるものであった。
マイヤーは、デジタルコンピュータの登場が戦闘艦の有り様を決定的に変化させたことを指摘し、将来の戦闘艦はシステム艦として、兵器および付随するシステム（射撃指揮装置など）、戦術情報処理装置、センサー、通信装置、さらには支援システム（電源、真水、空調など）などが緊密に連接された総合体となるであろうことを予見した。
マイヤーは、1970年にイージス計画のプログラム・マネージャーに就任し、さらに1977年には、PMS-400編成訓令を受けて、イージスシステム構築に関する全権を掌握した。PMS-400は、イージス武器システムの開発、これを中核としたイージス戦闘システムの構築、イージス戦闘システムと艦の統合（イージス艦の構築）、さらにイージス艦の建造に至るまで全てを所管するプロジェクトである。マイヤーは、上記のシステム艦コンセプトに基づいてこれらのシステム統合を進める一方、イージスシステムの卓越したC4I能力に着目して、防空指揮所としての役割を重視して、イージスを有する次世代艦隊の戦闘術についての洞察も行なった。これは、イージスシステム搭載巡洋艦の艦長が対空戦闘指揮官として、空母戦闘群全体の対空戦闘を指揮するものであった。この構想では、リンク 11によって送信された他艦探知の敵機に対してのミサイル攻撃などが提唱されたが、これはのちに共同交戦能力 (CEC) として具体化することとなる。
このように優れたシステムエンジニアとして活躍する一方、マイヤーは、イージスシステムが単なるシステムではなく兵器であることを重視しており、プロジェクトに参加した海軍軍人に対して、ワシントン特別区でありながら、制服の常時着用を義務付けたほか、イージス計画の民間側担当者であるRCA社の要員を試験艦ノートン・サウンドに乗艦させるなど、プロジェクトの全員がそれを意識するように配慮し、運用者の要求事項が即座にシステム構築に反映されるようにした。なお、マイヤーは、信賞必罰を旨として、自他いずれをも酷使することで知られており、部下が報告する際には威圧感に膝が笑い、RCA社やインガルス造船所の民間人スタッフですら、業績不振であれば計画より排除されるとあって、常に緊張を強いられていたと言われている。その一方、優秀企業に対してはイージス優秀賞を授与してこれを称え、また、部下が有益な発想をしめした際には、常にこれを聞き入れた。

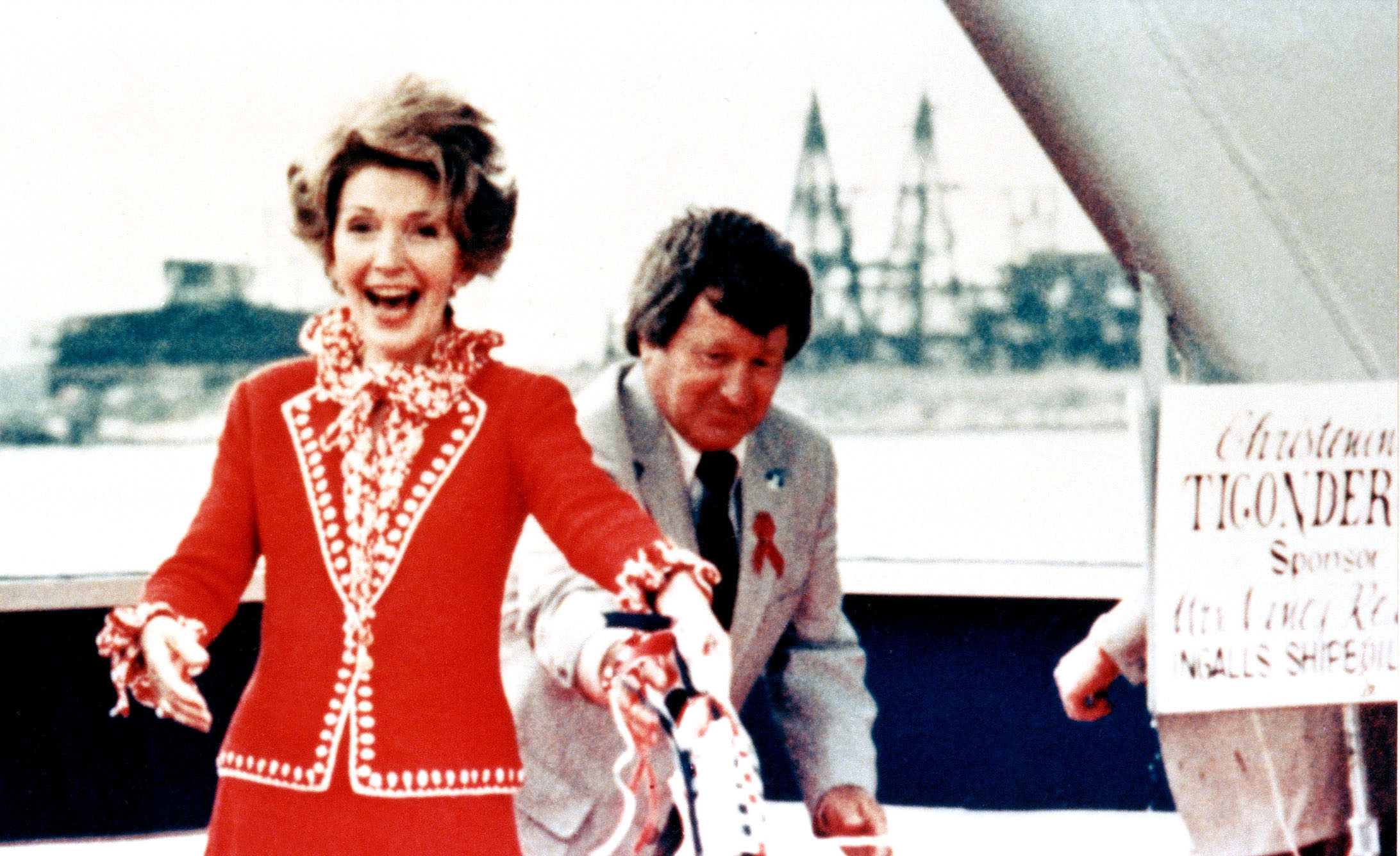
「タイコンデロガの進水式で艦に洗礼を施すナンシー・レーガン

また、政府・海軍の高官や国会議員を積極的に試験艦や地上試験施設に招待し、持ち前の弁舌力を生かして、イージスシステムが如何に艦隊の有り様を変革しうるかをデモンストレーションして、支持者を拡大する努力を怠らなかった。特に、国防装備審議会（DSARC）においてイージスシステムの有効性を説明した際には、マイヤーが「イージスは必ず成功する」と机を叩いて力説した瞬間、劇的に雷鳴がとどろきわたり、委員を深く首肯させたとの逸話がある。彼の政治力は、実用イージス艦の第一号である「タイコンデロガ」 (CG-47)の進水式にレーガン大統領（当時）の出席を取り付けたことに象徴されていると言えるだろう。
このように、マイヤーは、イージスシステム開発に多大な貢献をなしており、これについて、彼の副プロマネを務めた高官は、「リッコーバーがいなくとも海軍は潜水艦に原子力を獲得したであろう。しかしながら、もしマイヤーがいなければ、艦隊にイージス艦はなかったであろう」と言明している。これらの業績から、マイヤーは、イージスの父として、アメリカ官民より広く尊敬を集めている。
アメリカ海軍は、マイヤー自身の出身校でもある海軍大学院にマイヤー・システムエンジニアリング研究所を設置している。これは、NCWの父として知られるアーサー・セブロウスキーに因んだセブロウスキー国防情報革新・優越・非対称脅威研究所とともに、海軍の知の殿堂として君臨している。